# Ківікюла (Валґа)
Кі́вікюла (ест. Kiviküla) — село в Естонії, у волості Валґа повіту Валґамаа.

## Населення
Чисельність населення на 31 грудня 2011 року становила 14 осіб.

## Географія
Поблизу населеного пункту проходить автошлях 3 (Йигві — Тарту — Валґа), естонська частина європейського маршруту E264.

## Історія
До 22 жовтня 2017 року село входило до складу волості Иру.